# Список депутатов Верховного Совета РСФСР VIII созыва
Список депутатов Верховного Совета РСФСР VIII созыва
Верховный Совет РСФСР согласно Конституциям 1937 и 1978 годов является высшим органом государственной власти РСФСР. После изменения названия государства (декабрь 1991 г.) — Верховный Совет Российской Федерации.
Депутаты ВС РСФСР избирались по территориальным избирательным округам сначала по норме представительства, охватывавшей определённую численность населения. В связи с ростом населения росло и число депутатов ВС РСФСР, поэтому было решено установить твёрдую численность ВС РСФСР. По Конституции 1978 г. он состоял из 975 депутатов.
Согласно ст. 104 Конституции, ВС РСФСР правомочен решать все вопросы, отнесённые Конституцией СССР и Конституцией РСФСР к ведению РСФСР. Его исключительными правами были: принятие Конституции РСФСР, внесение в неё изменений, представление на утверждение ВС РСФСР образования новых автономных республик и автономных областей в составе РСФСР, утверждение государственных планов экономического и социального развития РСФСР, государственного бюджета РСФСР и отчётов об их исполнении, образование подотчётных ВС РСФСР органов. Законы РСФСР принимались либо ВС РСФСР, либо референдумом, проводимым по решению ВС РСФСР. ВС РСФСР проводил две сессии в год продолжительностью два-три дня. ВС РСФСР образовывал постоянные комиссии, которые работали в течение более длительного срока.
Депутаты Верховного Совета РСФСР VIII созыва работали в период с 1971 по 1975 годы.
Всего 894 депутата.
| # А Б В Г Д Е Ё Ж З И К Л М Н О П Р С Т У Ф Х Ц Ч Ш Щ Э Ю Я |

## А
1. Абашкин, Андрей Яковлевич, Владимирская область
2. Абовский, Владимир Пинкусович, Красноярский край
3. Аверкина, Мария Сергеевна, Московская область
4. Агеева, Валентина Дмитриевна, Орловская область
5. Аджигайтарова, Ембийке Сарсенбиевна, Дагестанская АССР
6. Адуев, Нурмагомед Адуевич, Дагестанская АССР
7. Аксёнов, Николай Фёдорович, Алтайский край
8. Александров, Николай Степанович, Саратовская область
9. Александрова, Таисия Григорьевна, Куйбышевская область
10. Алексеев, Виктор Иванович, Камчатская область
11. Алексеев, Михаил Николаевич, Саратовская область
12. Алексеев, Николай Николаевич, Горьковская область
13. Алексеев, Пётр Фёдорович, Мордовская АССР
14. Алёшин, Сергей Васильевич, Куйбышевская область
15. Алёшкина, Тамара Михайловна, Челябинская область
16. Алидин, Виктор Иванович, Московская область
17. Алмакаев, Пётр Афанасьевич, Марийская АССР
18. Амзин, Анатолий Павлович, Тамбовская область
19. Амирханов, Хабибулла Ибрагимович, Дагестанская АССР
20. Ангельев, Дмитрий Дмитриевич, Ростовская область
21. Андреева, Ираида Елизаровна, Удмуртская АССР
22. Андропов, Юрий Владимирович, Тульская область
23. Антоненко, Владимир Фёдорович, Свердловская область
24. Антонов, Николай Афанасьевич, Новгородская область
25. Антошук, Роман Фомич, Красноярский край
26. Аржанцева, Ольга Ивановна, Ярославская область
27. Аристов, Борис Иванович, Ленинград
28. Арсентьев, Николай Иванович, Ленинград
29. Асташова, Вера Ивановна, Псковская область
30. Афанасьев, Виктор Григорьевич, Тульская область
31. Афанасьев, Сергей Афанасьевич, Чувашская АССР
32. Ахметов, Мирзахмет Ахметович, Татарская АССР

## Б
1. Бабаджанян, Амазасп Хачатурович, Челябинская область
2. Бабин, Сергей Дмитриевич, Свердловская область
3. Бабичева, Анна Ивановна, Кемеровская область
4. Бабушкина, Любовь Андреевна, Пермская область
5. Бажутин, Сергей Константинович, Пермская область
6. Баимова, Галина Владимировна, Челябинская область
7. Балакин, Георгий Николаевич, Приморский край
8. Басилов, Дмитрий Петрович, Пермская область
9. Батыев, Салих Гилимханович, Татарская АССР
10. Башилов, Сергей Васильевич, Свердловская область
11. Беднёв, Степан Петрович, Астраханская область
12. Безбородов, Георгий Фролович, Ростовская область
13. Белая, Тамара Васильевна, Краснодарский край
14. Белов, Алексей Михайлович, Москва
15. Белова, Антонина Николаевна, Костромская область
16. Белодед, Тамара Ивановна, Краснодарский край
17. Белоусова, Мария Игнатьевна, Алтайский край
18. Бельченко, Василий Михайлович, Калининская область
19. Беляева, Мария Макаровна, Москва
20. Бердников, Василий Алексеевич, Иркутская область
21. Берёзин, Анатолий Иванович, Мордовская АССР
22. Беспалов, Иван Петрович, Кировская область
23. Бессмельцева, Людмила Николаевна, Ленинград
24. Бирюкова, Александра Павловна, Москва
25. Бичевой, Яков Васильевич, Ставропольский край
26. Блинов, Владимир Михайлович, Тамбовская область
27. Блохин, Анатолий Прокопьевич, Омская область
28. Бобылёв, Сергей Андреевич, Ленинградская область
29. Богомяков, Геннадий Павлович, Тюменская область
30. Бойченко, Иван Васильевич, Новосибирская область
31. Боков, Пётр Устинович, Оренбургская область
32. Болдырев, Пётр Григорьевич, Вологодская область
33. Боловинов, Константин Алексеевич, Краснодарский край
34. Болотцев, Алексей Андреевич, Вологодская область
35. Бондаренко, Александр Иванович, Татарская АССР
36. Бондаренко, Евгений Степанович, Московская область
37. Бондарец, Валентина Азарьевна, Смоленская область
38. Бондарчук, Сергей Фёдорович, Башкирская АССР
39. Бордылёнок, Николай Андреевич, Рязанская область
40. Борисов, Леонид Александрович, Москва
41. Бородавченко, Валентин Иванович, Краснодарский край
42. Бородина, Зоя Петровна, Алтайский край
43. Борулёва, Екатерина Григорьевна, Калининская область
44. Босенко, Николай Васильевич, Ставропольский край
45. Боташев, Магомет Абдурзакович, Ставропольский край
46. Бочарова, Нина Ивановна, Рязанская область
47. Бочвар, Андрей Анатольевич, Московская область
48. Бочков, Владимир Григорьевич, Ленинградская область
49. Брашкина, Нина Игнатьевна, Ленинградская область
50. Брежнев, Леонид Ильич, Москва
51. Бутусов, Сергей Михайлович, Кемеровская область
52. Бушуев, Виктор Михайлович, Башкирская АССР
53. Быкова, Галина Алексеевна, Кировская область
54. Бычков, Або Николаевич, Челябинская область

## В
1. Валеев, Адхам Хасанович, Башкирская АССР
2. Ваньшина, Раиса Александровна, Омская область
3. Ваняев, Николай Алексеевич, Ростовская область
4. Варакин, Геннадий Андреевич, Краснодарский край
5. Варенников, Валентин Иванович, Смоленская область
6. Варфоломеева, Нина Михайловна, Томская область
7. Васильев, Владимир Петрович, Ульяновская область
8. Васильев, Николай Фёдорович, Краснодарский край
9. Васильев, Юрий Антонович, Московская область
10. Ватутина, Валентина Никаноровна, Белгородская область
11. Вахаев, Рамазан Висаевич, Чечено-Ингушская АССР
12. Вахменина, Галина Васильевна, Волгоградская область
13. Вахрушева, Лидия Мироновна, Красноярский край
14. Ведев, Георгий Митрофанович, Приморский край
15. Ведерникова, Лариса Леонидовна, Кемеровская область
16. Ведяшева, Нина Васильевна,, Куйбышевская область
17. Ветлицкий, Вячеслав Фёдорович, Куйбышевская область
18. Видьманов, Виктор Михайлович, Красноярский край
19. Виниченко, Мария Иосифовна, Оренбургская область
20. Винокурова, Александра Сергеевна, Пензенская область
21. Витковский, Владимир Николаевич, Калининградская область
22. Вишенков, Владимир Михайлович, Владимирская область
23. Вишневский, Александр Александрович, Москва
24. Власенко, Леонид Андреевич, Вологодская область
25. Власов, Александр Владимирович, Якутская АССР
26. Власова, Наталья Петровна, Хабаровский край
27. Власюк, Алексей Ефремович, Оренбургская область
28. Волков, Леонид Иванович, Алтайский край
29. Вонсовский, Сергей Васильевич, Свердловская область
30. Воробьёв, Борис Михайлович, Ленинград
31. Вороная, Нина Кузьминична, Башкирская АССР
32. Воронинский, Сергей Сергеевич, Башкирская АССР
33. Воронов, Алексей Михайлович, Оренбургская область
34. Воронов, Геннадий Иванович, Марийская АССР
35. Воронова, Нина Николаевна, Красноярский край
36. Воронцова, Анна Петровна, Красноярский край
37. Воропаев, Михаил Гаврилович, Челябинская область
38. Воротников, Борис Васильевич, Сахалинская область
39. Вотяков, Леонид Иванович, Оренбургская область
40. Вшивцева, Анна Изосимовна, Свердловская область
41. Высоцкий, Анатолий Емельянович, Томская область

## Г
1. Газизова, Ямиля Махмутовна, Башкирская АССР
2. Галактионова, Мария Андреевна, Свердловская область
3. Галкина, Мария Ивановна, Калининская область
4. Галятдинова, Асия Шафигулловна, Татарская АССР
5. Гандурин, Александр Николаевич, Свердловская область
6. Гапонов-Грехов, Андрей Викторович, Горьковская область
7. Гарипов, Карам Гарипович, Татарская АССР
8. Гарифуллина, Рукия Сабировна, Татарская АССР
9. Гасанов, Магомед, Дагестанская АССР
10. Генералова, Римма Борисовна, Горьковская область
11. Герасимов, Виктор Яковлевич, Саратовская область
12. Герасимов, Константин Михайлович, Ростовская область
13. Герасимов, Сергей Апполинарьевич, Свердловская область
14. Герасимова, Людмила Алексеевна, Новосибирская область
15. Геттуев, Магомет Исмаилович, Кабардино-Балкарская АССР
16. Гладкова, Вера Александровна, Ростовская область
17. Гладыревский, Александр Васильевич, Рязанская область
18. Глазунова, Валентина Анатольевна, Московская область
19. Глухов, Владимир Максимович, Ставропольский край
20. Глушич, Андрей Алексеевич, Ростовская область
21. Гнедышева, Нина Гавриловна, Ленинград
22. Гнетова, Валентина Яковлевна, Москва
23. Говоров, Иван Иванович, Тульская область
24. Говоруха, Анатолий Петрович, Курская область
25. Гоголев, Александр Васильевич, Московская область
26. Голдобина, Валентина Николаевна, Иркутская область
27. Голиков, Виктор Андреевич, Краснодарский край
28. Голиков, Константин Николаевич, Омская область
29. Голикова, Тамара Яковлевна, Новосибирская область
30. Голинько, Георгий Саввич, Иркутская область
31. Голова, Клавдия Сергеевна, Москва
32. Голышева, Надежда Григорьевна, Тульская область
33. Голышков, Евгений Михайлович, Горьковская область
34. Гончаренко, Ольга Алексеевна, Краснодарский край
35. Гончаров, Владимир Андреевич, Читинская область
36. Гончаров, Иван Артёмович, Воронежская область
37. Горонкова, Анна Денисовна, Челябинская область
38. Горшков, Леонид Александрович, Кемеровская область
39. Грачёва, Анна Ивановна, Ленинград
40. Гребенникова, Евгения Михайловна, Курская область
41. Грек, Василий Алексеевич, Амурская область
42. Греков, Леонид Иванович, Москва
43. Грибачёв Николай Матвеевич, Брянская область
44. Григорьев, Михаил Григорьевич, Омская область
45. Гриднева, Галина Николаевна, Липецкая область
46. Гринёва, Мария Фёдоровна, Курская область
47. Гринь, Валентина Филипповна, Краснодарский край
48. Гришанов, Александр Захарович, Калмыцкая АССР
49. Гришанов, Василий Максимович, Краснодарский край
50. Гришин, Виктор Васильевич, Москва
51. Гришина, Римма Александровна, Вологодская область
52. Гришко, Надежда Ивановна, Томская область
53. Грушевой, Константин Степанович, Московская область
54. Гулаев, Николай Дмитриевич, Архангельская область
55. Гульченко, Александр Никитович, Приморский край
56. Гуляева, Екатерина Петровна, Якутская АССР
57. Гумерова, Фахира Мухаметшариповна, Башкирская АССР
58. Гурова, Нина Сергеевна, Горьковская область
59. Гусев, Иван Степанович, Марийская АССР
60. Гусев, Николай Николаевич, Калужская область
61. Гуссалов, Каурбек Гсоевич, Северо-Осетинская АССР
62. Гущин, Валентин Михайлович, Башкирская АССР

## Д
1. Даниленко, Николай Васильевич, Омская область
2. Данилов, Александр Иванович, Курская область
3. Девятериков, Геннадий Игнатьевич, Свердловская область
4. Дедушева, Мария Павловна, Алтайский край
5. Дементьев, Владимир Тимофеевич, Ростовская область
6. Дементьева, Раиса Федоровна, Москва
7. Демидова, Александра Ивановна, Калужская область
8. Демичев, Пётр Нилович, Ярославская область
9. Демченко, Вадим Николаевич, Омская область
10. Демченко, Владимир Акимович, Приморский край
11. Денисов, Михаил Михайлович, Кировская область
12. Дергилёв, Никита Васильевич, Алтайский край
13. Дерунов, Павел Фёдорович, Ярославская область
14. Дикарёва, Людмила Михайловна, Тульская область
15. Димов, Радий Иванович, Амурская область
16. Дмитриев, Валентин Иванович, Челябинская область
17. Дмитриев, Иван Николаевич, Тамбовская область
18. Дмитриев, Калин Васильевич, Белгородская область
19. Дмитриев, Николай Иванович, Читинская область
20. Дмитриева, Мария Андреевна, Владимирская область
21. Долгих, Нина Митрофановна, Воронежская область
22. Долчанмаа, Бай-Кара Шожульбеевна, Тувинская АССР
23. Дондоков, Дамби-Жалсан Дондокович, Читинская область
24. Донцов, Константин Васильевич, Костромская область
25. Дорохов, Павел Гаврилович, Кемеровская область
26. Дорошенко, Алла Васильевна, Ставропольский край
27. Дорошенко, Виктор Карпович, Пензенская область
28. Драгун, Константин Захарович, Ростовская область
29. Драев, Юрий Фомич, Саратовская область
30. Дрючин, Александр Павлович, Свердловская область
31. Дуденков, Иван Григорьевич, Астраханская область
32. Дудин, Михаил Дмитриевич, Курганская область
33. Дульцев, Василий Семёнович, Башкирская АССР
34. Духин, Владимир Михайлович, Ростовская область
35. Дьяков, Валентин Александрович, Красноярский край
36. Дьяченко, Надежда Михайловна, Брянская область
37. Дюкарев, Иван Васильевич, Москва

## Е
1. Евдокимова, Валентина Андреевна, Курская область
2. Евсигнеев, Николай Александрович, Воронежская область
3. Егоров, Евгений Павлович, Архангельская область
4. Енисеев, Сергей Исакович, Иркутская область
5. Ермаков, Владимир Васильевич, Татарская АССР
6. Ерофеева, Анастасия Фёдоровна, Ивановская область
7. Ерохин, Владимир Николаевич, Орловская область
8. Ефанов, Иван Семёнович, Тульская область
9. Ефимов, Александр Николаевич, Саратовская область
10. Ефимов, Сергей Васильевич, Горьковская область
11. Ефремов, Вениамин Дмитриевич, Ульяновская область

## Ж
1. Жезлов, Николай Игнатьевич, Ставропольский край
2. Желтёнкова, Лидия Петровна, Астраханская область
3. Житников, Вячеслав Александрович, Пермская область
4. Журавлёва, Галина Петровна, Омская область
5. Журавлёва, Тамара Марковна, Алтайский край

## З
1. Забавников, Петр Андреевич, Тамбовская область
2. Заварухин, Юрий Ильич, Ленинград
3. Завьялов, Александр Алексеевич, Сахалинская область
4. Зайнуллина, Фардия Гаделзяновна., Татарская АССР
5. Замолин, Виктор Евсеевич, Кемеровская область
6. Затейкин, Леонид Алексеевич, Новгородская область
7. Захаров, Борис Васильевич, Горьковская область
8. Захаров, Михаил Николаевич, Приморский край
9. Захаров, Николай Андреевич, Саратовская область
10. Захаров, Ян Фёдорович, Коми АССР
11. Захарова, Валентина Фёдоровна, Приморский край
12. Зацепина, Раиса Михайловна, Тамбовская область
13. Звездов, Иван Михайлович, Кемеровская область
14. Звонкова, Галина Петровна, Иркутская область
15. Здобняков, Юрий Николаевич, Горьковская область
16. Зеленов, Валерий Иванович, Московская область
17. Землянникова, Людмила Андреевна, Ленинград
18. Золина, Валентина Филаретовна, Горьковская область
19. Золотарева, Альбина Петровна, Ростовская область
20. Зорнов, Валерий Васильевич, Калининская область
21. Зотов, Валентин Григорьевич, Ростовская область
22. Зотов, Михаил Семёнович, Удмуртская АССР
23. Зубов, Анатолий Михайлович, Пермская область
24. Зуева, Антонина Михайловна, Чувашская АССР
25. Зыков, Михаил Ефимович, Удмуртская АССР
26. Зырянов, Павел Иванович, Амурская область

## И
1. Иваницкий, Николай Михайлович, Ростовская область
2. Иванов, Пётр Николаевич, Ленинград
3. Иванова, Зинаида Ефимовна, Московская область
4. Иванова, Лия Савельевна, Удмуртская АССР
5. Иванова, Неля Петровна, Ленинградская область
6. Игнатов, Вадим Николаевич, Ленинградская область
7. Игнатьев, Борис Николаевич, Коми АССР
8. Икомасов, Анатолий Константинович, Иркутская область
9. Ильичёв, Леонид Александрович, Челябинская область
10. Ильясова, Вера Васильевна, Оренбургская область
11. Илюхина, Людмила Александровна, Иркутская область
12. Илюшкина, Антонина Иосифовна, Тульская область
13. Иноземцева, Людмила Дмитриевна, Москва
14. Исаев, Василий Павлович, Москва
15. Исаев, Виктор Фёдорович, Московская область
16. Исаченко, Василий Фомич, Амурская область
17. Ислюков, Семён Матвеевич, Чувашская АССР
18. Ишкуатова, Раиса Харисовна, Астраханская область

## К
1. Кабаненко, Лидия Ивановна, Краснодарский край
2. Кабков, Яков Иванович, Горьковская область
3. Казаков, Василий Иванович, Ленинградская область
4. Казакова, Екатерина Егоровна, Горьковская область
5. Казарин, Николай Семёнович, Саратовская область
6. Казнов, Фёдор Васильевич, Калининская область
7. Казыдуб, Галина Алексеевна, Красноярский край
8. Калашников, Алексей Максимович, Москва
9. Калимуллина, Мария Ахуньяновна, Башкирская АССР
10. Калинин, Анатолий Вениаминович, Ростовская область
11. Калугин, Иван Фёдорович, Костромская область
12. Камаев, Геронтий Леонтьевич, Ульяновская область
13. Каменев, Альберт Александрович, Московская область
14. Каминская, Тамара Ивановна, Новосибирская область
15. Камынин, Дмитрий Васильевич, Курская область
16. Капитонов, Иван Васильевич, Московская область
17. Капица, Андрей Петрович, Приморский край
18. Карамаев, Михаил Васильевич, Алтайский край
19. Каримов, Мустафа Сафич, Башкирская АССР
20. Каримова, Самарья Канзафаровна, Башкирская АССР
21. Карнаухова, Тамара Ивановна, Иркутская область
22. Карпов, Валентин Семёнович, Волгоградская область
23. Карпов, Леонид Анатольевич, Москва
24. Карпова, Евдокия Фёдоровна, Московская область
25. Карпова, Надежда Николаевна, Ульяновская область
26. Карташов, Николай Николаевич, Ярославская область
27. Катаев, Евгений Фёдорович, Коми АССР
28. Катушев, Константин Фёдорович, Воронежская область
29. Качин, Дмитрий Иванович, Камчатская область
30. Кашлева, Александра Ивановна, Кемеровская область
31. Каштанов, Александр Николаевич, Алтайский край
32. Кащеев, Владимир Сергеевич, Московская область
33. Каюмов, Хавис Мирзаянович, Башкирская АССР
34. Кечаева, Любовь Ивановна, Куйбышевская область
35. Кизерова, Ираида Степановна, Свердловская область
36. Килина, Елизавета Автомоновна, Пермская область
37. Кильчуков, Изат Хатимович, Кабардино-Балкарская АССР
38. Киница, Павел Иванович, Омская область
39. Кириленко, Андрей Павлович, Ленинград
40. Кириллов, Владимир Васильевич, Волгоградская область
41. Кириллова, Валентина Фёдоровна, Ульяновская область
42. Киселёв, Иван Иванович, Горьковская область
43. Клеменчук, Алексей Петрович, Дагестанская АССР
44. Клепиков, Иван Фёдорович, Хабаровский край
45. Клещёнкова, Любовь Апполинарьевна, Челябинская область
46. Клименко, Григорий Прокофьевич, Челябинская область
47. Клименко, Юлия Тихоновна, Московская область
48. Климушева, София Ивановна, Коми АССР
49. Клобукова, Светлана Васильевна, Бурятская АССР
50. Клочков, Дмитрий Петрович, Свердловская область
51. Клюев, Владимир Григорьевич, Ивановская область
52. Ковалёв, Сергей Иванович, Рязанская область
53. Ковалишин, Александр Григорьевич, Смоленская область
54. Ковалышкина, Тамара Николаевна, Смоленская область
55. Кожухарова, Альбина Васильевна, Приморский край
56. Козлов, Виктор Васильевич, Новосибирская область
57. Козлов, Иван Семёнович, Псковская область
58. Козлова, Людмила Ивановна, Читинская область
59. Козлова, Татьяна Сергеевна, Московская область
60. Кокошников, Юрий Петрович, Красноярский край
61. Кокушкин, Владимир Иванович, Ленинград
62. Колбин, Геннадий Васильевич, Свердловская область
63. Колдунов, Александр Иванович, Московская область
64. Колесников, Михаил Федосеевич, Ярославская область
65. Колмагорова, Валентина Фёдоровна, Алтайский край
66. Колосок, Владимир Васильевич, Челябинская область
67. Колчанов, Евгений Александрович, Белгородская область
68. Колчина, Ольга Павловна, Московская область
69. Комарова, Домна Павловна, Пермская область
70. Комолкина, Марина Георгиевна, Москва
71. Конарыгин, Василий Семёнович, Волгоградская область
72. Кондратенко, Таисия Васильевна, Брянская область
73. Коневец, Татьяна Константиновна, Краснодарский край
74. Коннов, Вениамин Фёдорович, Куйбышевская область
75. Коновалов, Иван Михайлович, Брянская область
76. Конопатов, Александр Дмитриевич, Воронежская область
77. Копылов, Анатолий Петрович, Красноярский край
78. Копылов, Иван Васильевич, Астраханская область
79. Коренкова, Галина Алексеевна, Брянская область
80. Корж, Антонина Петровна, Хабаровский край
81. Кормашова, Нина Ивановна, Владимирская область
82. Корнев, Константин Сергеевич, Ставропольский край
83. Королёв, Иван Михайлович, Волгоградская область
84. Королькевич, Владимир Петрович, Брянская область
85. Королькова, Александра Петровна, Рязанская область
86. Короткова, Нина Ивановна, Пермская область
87. Корпылёв, Анатолий Павлович, Воронежская область
88. Корсакова, Анна Фёдоровна, Пермская область
89. Косоногов, Александр Петрович, Воронежская область
90. Косоплёткин, Роман Тимофеевич, Воронежская область
91. Костина, Татьяна Фёдоровна, Краснодарский край
92. Костров, Константин Константинович, Архангельская область
93. Костюченков, Пётр Степанович, Смоленская область
94. Косульников, Константин Николаевич, Москва
95. Косыгин, Алексей Николаевич, Москва
96. Косых, Владимир Михайлович, Астраханская область
97. Котельников, Владилен Петрович, Красноярский край
98. Котельников, Владимир Александрович, Ленинград
99. Кочанов, Виктор Иванович, Саратовская область
100. Кочемасов, Вячеслав Иванович, Ивановская область
101. Кочкин, Георгий Васильевич, Ленинград
102. Кравцов, Борис Васильевич, Свердловская область
103. Кравченко, Юрий Александрович, Иркутская область
104. Крамарев, Василий Константинович, Приморский край
105. Красильников, Леонид Иванович, Псковская область
106. Краснова, Раиса Трофимовна, Оренбургская область
107. Крутько, Николай Фёдорович, Курская область
108. Крылов, Алексей Иванович, Красноярский край
109. Крысов, Леонид Дмитриевич, Кировская область
110. Кувшинова, Капиталина Александровна, Московская область
111. Кудрявцев, Александр Иванович, Ульяновская область
112. Кудрявцев, Иван Александрович, Калининская область
113. Кудрявцев, Николай Павлович, Архангельская область
114. Кудымова, Нина Николаевна, Пермская область
115. Кузин, Александр Иванович, Тамбовская область
116. Кузнецов, Николай Александрович, Новосибирская область
117. Кузнецов, Николай Дмитриевич, Куйбышевская область
118. Кузнецова, Александра Павловна, Калининская область
119. Кузьмина, Мария Андреевна, Чувашская АССР
120. Кукушкин, Владимир Павлович, Ярославская область
121. Кукушкина, Вера Игнатьевна, Ставропольский край
122. Кулаков, Фёдор Давидович, Пензенская область
123. Кулакова, Зинаида Николаевна, Москва
124. Куликов, Николай Игнатьевич, Кемеровская область
125. Куликова, Изабелла Борисовна, Волгоградская область
126. Кульчурин, Гумар Мусаевич, Башкирская АССР
127. Куницына, Татьяна Александровна, Саратовская область
128. Куняев, Александр Трофимович, Мордовская АССР
129. Купреев, Сергей Александрович, Москва
130. Курманова, Любовь Александровна, Свердловская область
131. Кустова, Мария Михайловна, Горьковская область
132. Куценко, Тамара Алексеевна, Кемеровская область
133. Кучкин, Сергей Андреевич, Красноярский край

## Л
1. Лаврёнова, Раиса Фёдоровна, Москва
2. Лаврентьев, Николай Григорьевич, Владимирская область
3. Лаврентьева, Александра Андреевна, Москва
4. Лаврова, Зоя Сергеевна, Московская область
5. Лагуткин, Николай Васильевич, Рязанская область
6. Ланцов, Борис Александрович, Ульяновская область
7. Ларина, Людмила Егоровна, Москва
8. Ларионова, Мария Арсеньевна, Новгородская область
9. Ларионова, Мария Семёновна, Татарская АССР
10. Латышев, Михаил Васильевич, Иркутская область
11. Латышева, Пелагея Арсентьевна, Москва
12. Лебедев, Виктор Николаевич, Пермская область
13. Лёвин, Геннадий Михайлович, Тюменская область
14. Левина, Елена Матвеевна, Костромская область
15. Лексин, Николай Сергеевич, Амурская область
16. Лемаев, Николай Васильевич, Татарская АССР
17. Леонова, Зинаида Михайловна, Псковская область
18. Леунов, Иван Иванович, Новосибирская область
19. Лиманов, Евгений Германович, Алтайский край
20. Липинцов Василий Васильевич, Москва
21. Лисицын, Николай Максимович, Тамбовская область
22. Литвинов, Михаил Ефремович, Владимирская область
23. Литовцев, Дмитрий Иванович, Волгоградская область
24. Лифатов, Алексей Петрович, Хабаровский край
25. Лобанов, Василий Фёдорович, Приморский край
26. Лобанов, Григорий Иванович, Челябинская область
27. Лобова, Клавдия Георгиевна, Тюменская область
28. Лобытов, Михаил Григорьевич, Вологодская область
29. Логинов, Василий Андреевич, Калининградская область
30. Логинова, Тамара Васильевна, Куйбышевская область
31. Локтев, Пётр Николаевич, Кировская область
32. Лопатинская, Капитолина Андреевна, Челябинская область
33. Лукьянёнок, Николай Викентьевич, Томская область
34. Лунёва, Зоя Григорьевна, Белгородская область
35. Лыкова, Лидия Павловна, Псковская область
36. Лысова, Нина Петровна, Омская область
37. Лычагина, Валентина Петровна, Воронежская область
38. Лялин, Владимир Алексеевич, Рязанская область

## М
1. Мазуров, Кирилл Трофимович, Ленинград
2. Мазуровский, Павел Леонович, Оренбургская область
3. Майорова, Любовь Максимовна, Кемеровская область
4. Макаров, Александр Тимофеевич, Рязанская область
5. Макарова, Анна Семёновна, Ярославская область
6. Макиева, Анна Борисовна, Белгородская область
7. Макова, Анна Михайловна, Приморский край
8. Макурин, Константин Петрович, Тюменская область
9. Малашихина, Татьяна Фёдоровна, Ставропольский край
10. Маликова, Надежда Павловна, Волгоградская область
11. Малов, Владимир Фёдорович, Иркутская область
12. Малофеев, Василий Михайлович, Архангельская область
13. Малькова, Надежда Фёдоровна, Саратовская область
14. Мальцев, Николай Семёнович, Московская область
15. Мальцев, Терентий Семёнович, Курганская область
16. Манаев, Виктор Иванович, Башкирская АССР
17. Манохина, Антонина Георгиевна, Московская область
18. Марин, Николай Иванович, Липецкая область
19. Мариненков, Иван Семёнович, Тюменская область
20. Маркелова, Вера Алексеевна, Калининская область
21. Маркова, Анастасия Филипповна, Оренбургская область
22. Марковский, Иван Васильевич, Краснодарский край
23. Мартынов, Борис Павлович, Татарская АССР
24. Масленников, Семён Андрианович, Москва
25. Масленникова, Людмила Михайловна, Москва
26. Маслов, Николай Григорьевич, Курганская область
27. Матафонов, Михаил Иванович, Читинская область
28. Машуков, Иван Николаевич, Читинская область
29. Мелешков, Сергей Алексеевич, Пермская область
30. Мельникова, Валентина Васильевна, Новосибирская область
31. Меньшиков, Виктор Афанасьевич, Мурманская область
32. Меркулов, Михаил Иванович, Липецкая область
33. Меркулов, Павел Иванович, Оренбургская область
34. Миллионщиков, Михаил Дмитриевич, Москва
35. Минаев, Сергей Семёнович, Москва
36. Миркискина, Валентина Афанасьевна, Мордовская АССР
37. Миронов, Николай Андреевич, Липецкая область
38. Миронова, Екатерина Ивановна, Калининская область
39. Мирошниченко, Николай Яковлевич, Кемеровская область
40. Михалчёнков, Николай Дмитриевич, Смоленская область
41. Мишин, Александр Алексеевич, Владимирская область
42. Мишин, Валерий Иванович, Московская область
43. Мишин, Василий Павлович, Пермская область
44. Мишкин, Анатолий Александрович, Калининградская область
45. Молотилина, Антонина Петровна, Пензенская область
46. Монахова, Злата Леонидовна, Мурманская область
47. Мордашёва, Маргарита Германовна, Пермская область
48. Мороз, Иван Михайлович, Горьковская область
49. Морозов, Михаил Тихонович, Челябинская область
50. Морозов, Николай Петрович, Ярославская область
51. Морозова, Ираида Прокопьевна, Кировская область
52. Морозова, Татьяна Антоновна, Архангельская область
53. Морщаков, Фёдор Михайлович, Свердловская область
54. Москвичёва, Нина Геннадьевна, Москва
55. Мотин, Владимир Филиппович, Куйбышевская область
56. Мочальников, Николай Иванович, Куйбышевская область
57. Мошкина, Галина Ивановна, Челябинская область
58. Мураховский, Всеволод Серафимович, Ставропольский край
59. Мурашов, Виктор Дмитриевич, Оренбургская область
60. Мурашов, Владимир Михайлович, Калининская область
61. Муталибова, Зейнаб Айвазовна, Дагестанская АССР
62. Мухрыгина, Нина Фёдоровна, Хабаровский край
63. Мякишев, Виктор Николаевич, Тувинская АССР
64. Мясников, Георг Васильевич, Пензенская область

## Н
1. Навасардянц, Георгий Адамович, Кемеровская область
2. Назаренко, Нина Ефимовна, Кемеровская область
3. Назаров, Александр Алексеевич, Воронежская область
4. Назаров, Иван Степанович, Ростовская область
5. Наймушин, Иван Иванович, Иркутская область
6. Наровчатов, Сергей Сергеевич, Москва
7. Науменко, Юрий Андреевич, Калининградская область
8. Наумкин, Василий Дмитриевич, Челябинская область
9. Наумов, Владимир Иванович, Ленинградская область
10. Нафедзова, Лида Ибрагимовна, Кабардино-Балкарская АССР
11. Начинкин, Николай Александрович, Оренбургская область
12. Небиев, Алаш Вахаевич, Чечено-Ингушская АССР
13. Невлюдова, Ляйля Измаиловна, Татарская АССР
14. Немыгина, Нина Николаевна, Горьковская область
15. Непокупной, Николай Афанасьевич, Волгоградская область
16. Неуймин, Михаил Иванович, Свердловская область
17. Нешков, Василий Степанович, Брянская область
18. Нешков, Хрисанф Павлович, Калининская область
19. Нешумова, Татьяна Васильевна, Рязанская область
20. Нигаматуллин, Рамазан Муллагалеевич, Башкирская АССР
21. Никандрова, Галина Дмитриевна, Ленинградская область
22. Никитин, Евстафий Петрович, Удмуртская АССР
23. Никитюк, Олег Сергеевич, Краснодарский край
24. Никишин, Николай Семёнович, Брянская область
25. Николаев, Алексей Александрович, Смоленская область
26. Николаев, Андриян Григорьевич, Чувашская АССР
27. Николаев, Георгий Александрович, Москва
28. Никонов, Валентин Иванович, Омская область
29. Нифантов, Геннадий Николаевич, Пермская область
30. Новиков, Анатолий Григорьевич, Рязанская область
31. Новиков, Евгений Фёдорович, Волгоградская область
32. Новиков, Константин Александрович, Тюменская область
33. Новиков, Нил Дмитриевич, Липецкая область
34. Новосельцева, Елена Андреевна, Москва
35. Носагина, Августа Васильевна, Ярославская область
36. Носова, Тамара Александровна, Красноярский край
37. Носырев, Даниил Павлович, Ленинградская область

## О
1. Обнорская, Мария Александровна, Вологодская область
2. Образцов, Иван Филиппович, Московская область
3. Овчаренко, Иван Максимович, Куйбышевская область
4. Овчинникова, Александра Яковлевна, Якутская АССР
5. Огороднов, Евгений Андреевич, Тюменская область
6. Огурцов, Николай Алексеевич, Краснодарский край
7. Одинцов, Владимир Евгеньевич, Дагестанская АССР
8. Одинцова, Зинаида Ивановна, Московская область
9. Оздоев, Курейш Измаилович, Чечено-Ингушская АССР
10. Озорнина, Александра Константиновна, Свердловская область
11. Оковитов, Андрей Иванович, Хабаровский край
12. Окушко, Борис Иванович, Кемеровская область
13. Осадчий, Яков Павлович, Челябинская область
14. Осинцева, Надежда Васильевна, Башкирская АССР
15. Осипчик, Борис Александрович, Псковская область
16. Островецкая, Валентина Николаевна, Орловская область
17. Осятушкина, Капитолина Исатьевна, Горьковская область

## П
1. Павлов, Дмитрий Васильевич, Иркутская область
2. Павлова, Валентина Семёновна, Саратовская область
3. Павлова, Эльвира Николаевна, Кемеровская область
4. Пайщиков, Вячеслав Васильевич, Горьковская область
5. Панафидин, Алексей Александрович, Новосибирская область
6. Панина, Любовь Георгиевна, Новосибирская область
7. Панкратов, Юрий Александрович, Коми АССР
8. Пантеева, Тамара Николаевна, Коми АССР
9. Панфиловский, Иван Никитович, Челябинская область
10. Панюшкин, Александр Семёнович, Орловская область
11. Парфёнова, Лариса Степановна, Иркутская область
12. Пастухов, Виктор Александрович, Тульская область
13. Паузин, Николай Иванович, Кировская область
14. Пахомов, Валентин Васильевич, Кировская область
15. Пащенко, Николай Евгеньевич, Москва
16. Певгонен, Альберт Матвеевич, Карельская АССР
17. Пелевин, Лев Алексеевич, Башкирская АССР
18. Пельше, Арвид Янович, Волгоградская область
19. Первенцев, Аркадий Алексеевич, Краснодарский край
20. Перетятько, Григорий Ефимович, Омская область
21. Пертякова, Валентина Васильевна, Карельская АССР
22. Петерс, Яков Генрихович, Алтайский край
23. Петров, Андрей Павлович, Ленинград
24. Петров, Иван Иванович, Якутская АССР
25. Петров, Леонид Валентинович, Москва
26. Петрова, Галина Алексеевна, Куйбышевская область
27. Петрова, Зоя Дмитриевна, Ленинград
28. Петровичев, Николай Александрович, Калужская область
29. Петрякова, Лидия Трофимовна, Саратовская область
30. Петухов, Вячеслав Модестович, Ленинград
31. Петухов, Николай Васильевич, Москва
32. Петухова, Вевея Ивановна, Пермская область
33. Петухова, Мария Петровна, Калининская область
34. Пехтерева, Юлия Васильевна, Алтайский край
35. Пешнин, Борис Васильевич, Челябинская область
36. Пиксаев, Александр Осипович, Мордовская АССР
37. Пимашкина, Галина Ивановна, Красноярский край
38. Пирожков, Владимир Петрович, Алтайский край
39. Писковацкая, Зинаида Сергеевна, Чечено-Ингушская АССР
40. Плетнёва, Валентина Николаевна, Костромская область
41. Подгорный, Николай Викторович, Москва
42. Подлегаев, Николай Семёнович, Москва
43. Пожарицкая, Нина Михайловна, Калининградская область
44. Полтава, Владимир Иванович, Горьковская область
45. Поляков, Алексей Андреевич, Курская область
46. Поляков, Владимир Васильевич, Алтайский край
47. Полянский, Дмитрий Степанович, Алтайский край
48. Пономарёв, Борис Николаевич, Саратовская область
49. Попов, Александр Александрович, Коми АССР
50. Попов, Григорий Фёдорович, Хабаровский край
51. Попов, Сергей Васильевич, Тульская область
52. Попова, Аполинария Авксентьевна, Вологодская область
53. Портных, Борис Владимирович, Кировская область
54. Постникова, Наталья Алексеевна, Орловская область
55. Постовалов, Николай Афонасьевич, Курганская область
56. Потапенкова, Валентина Захаровна, Смоленская область
57. Потапов, Иван Константинович, Краснодарский край
58. Провалов, Константин Иванович, Алтайский край
59. Провоторов, Виталий Петрович, Ленинград
60. Продай-Вода, Константин Матвеевич, Бурятская АССР
61. Прозоровская, Нина Семёновна, Читинская область
62. Прокконен, Павел Степанович, Карельская АССР
63. Прокопенко, Зинаида Александровна, Краснодарский край
64. Прокофьев, Валерий Александрович, Удмуртская АССР
65. Прохоров, Василий Петрович, Московская область
66. Птицын, Владимир Николаевич, Мурманская область
67. Пузыревич, Александр Григорьевич, Томская область
68. Пустовойт, Василий Степанович, Краснодарский край
69. Путра, Николай Максимович, Кемеровская область
70. Пушкарёв, Алексей Алексеевич, Свердловская область
71. Пушкарный, Дмитрий Фёдорович, Ставропольский край
72. Пушкарь, Ираида Александровна, Челябинская область

## Р
1. Репринцев, Василий Михайлович, Курская область
2. Римская, Елизавета Михайловна, Свердловская область
3. Ровнин, Лев Иванович, Архангельская область
4. Родин, Василий Михайлович, Калужская область
5. Родин, Николай Алексеевич, Москва
6. Родионова, Анна Александровна, Краснодарский край
7. Родионова, Галина Ивановна, Архангельская область
8. Романова, Анна Степановна, Карельская АССР
9. Романцов, Анатолий Владимирович, Белгородская область
10. Росовский, Алексей Андреевич, Куйбышевская область
11. Рудавин, Николай Викторович, Белгородская область
12. Румянцев, Иван Михайлович, Свердловская область
13. Румянцева, Анна Семёновна, Горьковская область
14. Русанов, Евгений Анатольевич, Сахалинская область
15. Руссова, Елизавета Васильевна, Чувашская АССР
16. Рыбкина, Татьяна Павловна, Московская область
17. Рябов, Яков Петрович, Свердловская область

## С
1. Сабанеев, Станислав Николаевич, Ростовская область
2. Сабетов, Константин Ильич, Тамбовская область
3. Сабинин, Евгений Николаевич, Тульская область
4. Савенкова, Александра Петровна, Тульская область
5. Савецкая, Татьяна Ивановна, Калужская область
6. Савкина, Валентина Фёдоровна, Калужская область
7. Садчикова, Мария Ивановна, Воронежская область
8. Салов, Евгений Михайлович, Кемеровская область
9. Самородняя, Любовь Михайловна, Ростовская область
10. Сангаев, Эренжен Агильджанович, Калмыцкая АССР
11. Санников, Геннадий Афанасьевич, Кемеровская область
12. Сапрыкин, Александр Николаевич, Саратовская область
13. Сапунова, Валентина Андреевна, Мордовская АССР
14. Сафронов, Александр Яковлевич, Мурманская область
15. Сафронов, Виктор Александрович, Мурманская область
16. Свешников, Иван Петрович, Орловская область
17. Свиридов, Георгий Васильевич, Белгородская область
18. Свиридов, Николай Васильевич, Горьковская область
19. Свистула, Павел Иванович, Ставропольский край
20. Святко, Валентин Иванович, Краснодарский край
21. Севастьянов, Иван Павлович, Новосибирская область
22. Севостьянова, Нинел Григорьевна, Московская область
23. Седовин, Александр Павлович, Архангельская область
24. Семёнов, Бато Семёнович, Бурятская АССР
25. Семёнов, Валентин Александрович, Волгоградская область
26. Семёнова, Евгения Устиновна, Новосибирская область
27. Семидолина, Вера Ильинична, Тамбовская область
28. Семизоров, Николай Фёдорович, Куйбышевская область
29. Семисынова, Валентина Михайловна, Пермская область
30. Сёмушкина, Нина Павловна, Марийская АССР
31. Сенников, Анатолий Серафимович, Курганская область
32. Сергеев, Виталий Кузьмич, Магаданская область
33. Сергеев, Сергей Иванович, Хабаровский край
34. Сергеева, Людмила Николаевна, Кировская область
35. Сергунин, Иван Иванович, Новгородская область
36. Сердюков, Василий Георгиевич, Ростовская область
37. Серебрякова, Таисия Павловна, Пензенская область
38. Сидельникова, Лидия Михайловна, Северо-Осетинская АССР
39. Сидоров, Евгений Николаевич, Москва
40. Сизенко, Евгений Иванович, Московская область
41. Сизов, Фёдор Яковлевич, Мурманская область
42. Симакин, Сергей Васильевич, Московская область
43. Симакова, Татьяна Николаевна, Горьковская область
44. Симонов, Кирилл Степанович, Чувашская АССР
45. Сипрова, Нина Ивановна, Горьковская область
46. Скляр, Тамара Алексеевна, Курская область
47. Слюсаренко, Надежда Афанасьевна, Ростовская область
48. Смирнов, Василий Сергеевич, Ленинград
49. Смирнов, Григорий Лаврентьевич, Воронежская область
50. Смирнов, Иван Семёнович, Красноярский край
51. Смирнов, Лев Николаевич, Татарская АССР
52. Смирнов, Михаил Анатольевич, Пермская область
53. Смирнова, Алевтина Валентиновна, Ивановская область
54. Созыкин, Андрей Григорьевич, Ивановская область
55. Соколов, Александр Александрович, Горьковская область
56. Соловьёв, Борис Иванович, Брянская область
57. Соломенцев, Михаил Сергеевич, Челябинская область
58. Сорокина, Анна Ефимовна, Московская область
59. Сорокина, Валентина Васильевна, Татарская АССР
60. Сорокина, Галина Флорентьевна, Калининградская область
61. Спиридонов, Александр Анисимович, Московская область
62. Старкова, Людмила Яковлевна, Свердловская область
63. Степанова, Валентина Валентиновна, Красноярский край
64. Столетов, Всеволод Николаевич, Ленинград
65. Субботин, Михаил Иванович, Пермская область
66. Судаков, Михаил Александрович, Новосибирская область
67. Суетин, Семён Семёнович, Томская область
68. Султанов, Файзулла Валеевич, Башкирская АССР
69. Суслов, Михаил Андреевич, Куйбышевская область
70. Сусляк, Василий Михайлович, Тульская область
71. Сухорослов, Алексей Григорьевич, Красноярский край
72. Сушков, Тихон Степанович, Владимирская область
73. Сырчин, Иван Иванович, Свердловская область
74. Сысоев, Пётр Петрович, Удмуртская АССР

## Т
1. Тарарыкин, Вячеслав Яковлевич, Ивановская область
2. Тарасов, Александр Петрович, Пензенская область
3. Тарасова, Любовь Павловна, Омская область
4. Тарасова, Людмила Александровна, Куйбышевская область
5. Телеганова, Валентина Георгиевна, Ростовская область
6. Тенищев, Иван Иванович, Ивановская область
7. Терновых, Нина Дмитриевна, Липецкая область
8. Тетерина, Валентина Павловна, Свердловская область
9. Тимошенко, Яков Алексеевич, Ростовская область
10. Титов, Фёдор Егорович, Чечено-Ингушская АССР
11. Титова, Лариса Николаевна, Ростовская область
12. Титова, Тамара Николаевна, Ленинград
13. Тихомирова, Людмила Васильевна, Краснодарский край
14. Ткачёва, Александра Митрофановна, Брянская область
15. Ткачёва, Галина Тарасовна, Волгоградская область
16. Толмосова, Любовь Петровна, Ставропольский край
17. Толстов, Юрий Петрович, Оренбургская область
18. Толстых Виктор Андреевич, Тульская область
19. Томский, Николай Васильевич, Москва
20. Торопов, Василий Фёдорович, Ярославская область
21. Торочков, Иван Михайлович, Татарская АССР
22. Тощевикова, Зинаида Ивановна, Удмуртская АССР
23. Троицкий, Михаил Трофимович, Татарская АССР
24. Трофимов, Виктор Фёдорович, Саратовская область
25. Трофимов, Владимир Васильевич, Ставропольский край
26. Трофимова, Людмила Ивановна, Татарская АССР
27. Трофимук, Андрей Алексеевич, Новосибирская область
28. Трубицын, Евгений Георгиевич, Бурятская АССР
29. Трунов, Михаил Петрович, Белгородская область
30. Труфанов, Фёдор Михайлович, Курская область
31. Тюльпенева, Наталья Абрамовна, Ульяновская область

## У
1. Угаркин, Иван Сергеевич, Псковская область
2. Угужаков, Василий Архипович, Красноярский край
3. Улыбышева, Любовь Гавриловна, Курганская область
4. Урусов, Семён Никитич, Тюменская область
5. Усачёва, Мария Федотовна, Тюменская область
6. Ускова, Елена Егоровна, Воронежская область
7. Успенский, Виктор Константинович, Татарская АССР
8. Устинов, Дмитрий Фёдорович, Владимирская область

## Ф
1. Фабрицкая, Валентина Васильевна, Воронежская область
2. Фадеев, Иван Иванович, Алтайский край
3. Фасхутдинов, Мунир Фатыхович, Татарская АССР
4. Федирко, Павел Стефанович, Красноярский край
5. Фёдорова, Евгения Васильевна, Ленинград
6. Фёдорова, Мария Фёдоровна, Московская область
7. Филатов, Александр Павлович, Новосибирская область
8. Филатов, Виктор Андреевич, Новосибирская область
9. Филатов, Дмитрий Иванович, Смоленская область
10. Филатова, Галина Васильевна, Владимирская область
11. Филимонов, Николай Васильевич, Ленинградская область
12. Филиппов, Александр Гаврилович, Кемеровская область
13. Филиппова, Мария Васильевна, Московская область
14. Филичёва, Валентина Григорьевна, Липецкая область
15. Финогенов, Максим Константинович, Свердловская область
16. Фирсанова, Лидия Алексеевна, Москва
17. Фоменко, Михаил Кузьмич, Ростовская область
18. Фомин, Владимир Александрович, Пензенская область
19. Фролов, Василий Иванович, Воронежская область
20. Фролов, Константин Иванович, Ростовская область

## Х
1. Хакимова, Суфия Мухаметовна, Башкирская АССР
2. Халипов, Иван Фёдорович, Удмуртская АССР
3. Хамидуллин, Салих Сунгатович, Татарская АССР
4. Харченко, Александра Даниловна, Читинская область
5. Хафизов, Гарафи Шайнурович, Башкирская АССР
6. Хетагурова, Тамара Солтановна, Северо-Осетинская АССР
7. Хлестков, Алексей Александрович, Свердловская область
8. Холмогоров, Владимир Васильевич, Пермская область
9. Хомяков, Александр Александрович, Краснодарский край
10. Хохрин, Николай Анатольевич, Иркутская область
11. Хренов, Виктор Алексеевич, Ленинград
12. Христораднов, Юрий Николаевич, Горьковская область
13. Худяков, Геннадий Александрович, Костромская область
14. Хуснутдинова, Савия Нуриевна, Башкирская АССР
15. Хут, Малич Салихович, Краснодарский край

## Ц
1. Цаплова, Вера Степановна, Москва
2. Царёва, Нина Васильевна, Смоленская область
3. Цветков, Василий Николаевич, Калужская область
4. Цинёв, Георгий Карпович, Ленинградская область
5. Цыремпилова, Гомбо-Цырен Гончиковна, Бурятская АССР

## Ч
1. Чайкина, Валентина Григорьевна, Краснодарский край
2. Чванкин, Павел Алексеевич, Тамбовская область
3. Чеботарёва, Вера Михайловна, Чечено-Ингушская АССР
4. Чекаловец, Фёдор Яковлевич, Челябинская область
5. Черепнин, Иван Егорович, Орловская область
6. Черкесова, Марьят Инусовна, Ставропольский край
7. Чермных, Валентин Николаевич, Краснодарский край
8. Чернова, Нина Тимофеевна, Краснодарский край
9. Чернышёв, Алексей Яковлевич, Пензенская область
10. Чернявская, Галина Гавриловна, Свердловская область
11. Чеусов, Николай Гаврилович, Саратовская область
12. Чиндяева, Светлана Николаевна, Оренбургская область
13. Чиркова, Нина Изосимовна, Архангельская область
14. Числова, Клавдия Константиновна, Волгоградская область
15. Чистоплясов, Степан Иванович, Пермская область
16. Чистяков, Иван Петрович, Магаданская область
17. Чичикин, Пётр Андреевич, Чувашская АССР
18. Чугунов, Владимир Дмитриевич, Горьковская область
19. Чупий, Василий Васильевич, Карельская АССР
20. Чураев, Виктор Михайлович, Кабардино-Балкарская АССР
21. Чураков, Николай Спиридонович, Удмуртская АССР

## Ш
1. Шакирьянов, Масгутян Шакирьянович, Башкирская АССР
2. Шамхалов, Шахрудин Магомедович, Дагестанская АССР
3. Шапиро, Лев Борисович, Хабаровский край
4. Шаповалов, Иван Павлович, Ростовская область
5. Шаталов, Иван Степанович, Воронежская область
6. Шафиков, Габбас Фатх-Рахманович, Башкирская АССР
7. Шашкин, Виктор Григорьевич, Москва
8. Шебин, Геннадий Михайлович, Московская область
9. Шевелёв, Вадим Александрович, Алтайский край
10. Шевцов, Алексей Васильевич, Сахалинская область
11. Шевченко, Сергей Васильевич, Куйбышевская область
12. Шелепин, Александр Николаевич, Калининская область
13. Шибаев, Юрий Александрович, Ленинград
14. Шилкин, Борис Филиппович, Брянская область
15. Шилкина, Нина Борисовна, Приморский край
16. Шинкаренко, Сергей Васильевич, Северо-Осетинская АССР
17. Шиповская, Наталия Андреевна, Тамбовская область
18. Шипунова, Надежда Александровна, Тюменская область
19. Широков, Борис Галактионович, Волгоградская область
20. Ширяева, Людмила Васильевна, Челябинская область
21. Шишова, Нина Ивановна, Вологодская область
22. Школьников, Алексей Михайлович, Новгородская область
23. Шляпкин, Александр Иванович, Вологодская область
24. Шмарова, Зинаида Петровна, Ивановская область
25. Шмонин, Василий Михайлович, Московская область
26. Шнякова, Нина Леонидовна, Ленинград
27. Шорохова, Валентина Ильинична, Сахалинская область
28. Шохина, Антонина Александровна, Саратовская область
29. Штеменко, Сергей Матвеевич, Башкирская АССР
30. Штыменко, Таиса Ивановна, Ростовская область
31. Шулаева, Мария Фёдоровна, Мордовская АССР
32. Шумилин, Борис Тихонович, Курганская область
33. Шучалин, Александр Васильевич, Коми АССР

## Щ
1. Щеклеина, Зоя Николаевна, Кировская область
2. Щербаков, Александр Евгеньевич, Пензенская область

## Э
1. Эдильханова, Якут Муслимовна, Дагестанская АССР
2. Эсамбаев, Махмуд Алисултанович, Чечено-Ингушская АССР

## Ю
1. Юрченко, Галина Ивановна, Амурская область
2. Юрьев, Иван Петрович, Ивановская область
3. Юшкин, Алексей Васильевич, Куйбышевская область

## Я
1. Ягодкин, Владимир Николаевич, Москва
2. Якимова, Нина Матвеевна, Кировская область
3. Яковлев, Борис Михайлович, Ленинград
4. Яковлев, Иван Кириллович, Кировская область
5. Яковлева, Анна Ивановна, Воронежская область
6. Яковлева, Зоя Васильевна, Свердловская область
7. Яковлева, Нина Николаевна, Новгородская область
8. Якушин, Владимир Захарович, Воронежская область
9. Якшина, Любовь Стефановна, Краснодарский край
10. Янаев, Геннадий Иванович, Новосибирская область
11. Яровиков, Александр Васильевич, Марийская АССР
12. Ясиновский, Валентин Мартемьянович, Москва
13. Ясникова, Ираида Степановна, Ивановская область
14. Яснов, Михаил Алексеевич, Татарская АССР
15. Яценко, Александр Иванович, Липецкая область